# هدف والای پستی
هدف والای پستی یا سرانجام والای پستی (به انگلیسی: The High End of Low) هفتمین آلبوم استودیویی مریلین منسون است. شان بیون، تنظیم کنندهٔ ابرستارهٔ ضد مسیح، حیوانات مکانیکی و مرا بخور، مرا بیاشام، به همراه کریس ورنا، تهیه‌کنندگی این اثر را بر عهده دارند. هدف والای پستی در ۲۵ مه ۲۰۰۹ در بریتانیا و ۲۶ مه در ایالات متحده به بازار عرضه شد. اولین تک‌آهنگ این آلبوم، یعنی "آرما-گاددم-مادرفاکین-گدون"، در ۱۸ مه ۲۰۰۹ عرضه شد و واکنش‌های مختلفی را در بر داشت. این آلبوم در فهرست پرفروشترینهای مجلهٔ بیلبورد جایگاه چهارم را کسب کرد که در هفتهٔ دوم به جایگاه بیست و چهارم و در در هفتهٔ سوم به جایگاه شصتم سقوط کرد. هدف والای پستی بیش از ۱۳۷٬۰۰۰ نسخه در آمریکا فروخته است.

## فهرست قطعات
تمامی اشعار توسط مریلین منسون، و موسیقی تمامی قطعات توسط توییگی رامیرز و کریس ورنا نوشته شده (بجز قطعهٔ "عنکبوت بشری" که منسون هم در ساخت آن مشارکت داشته‌است).
| #   | عنوان                                                                         | زمان |
| ۱.  | "بلعیدن"                                                                      | ۳:۴۶ |
| ۲.  | "قشنگتر از یک صلیب شکسته" (این نام سانسور و با نام "($) Pretty as a" عرضه شد) | ۲:۴۵ |
| ۳.  | "برجاگذاشتن یک زخم"                                                           | ۳:۵۵ |
| ۴.  | "چهار اسب فرسوده"                                                             | ۵:۰۰ |
| ۵.  | "آرما-گاددم-مادرفاکین-گدون"                                                   | ۳:۳۹ |
| ۶.  | "خالی و سفید"                                                                 | ۴:۲۷ |
| ۷.  | "فرار به لبهٔ دنیا"                                                            | ۶:۲۶ |
| ۸.  | "میخواهم مثل توی فیلمها تو را بکُشم"                                           | ۹:۰۲ |
| ۹.  | "واو"                                                                         | ۴:۵۵ |
| ۱۰. | "عنکبوت بشری"                                                                 | ۵:۳۳ |
| ۱۱. | "هیولای غیر قابل کشتن"                                                        | ۳:۴۴ |
| ۱۲. | "ما آمریکایی هستیم"                                                           | ۵:۰۴ |
| ۱۳. | "باید نگاه کنم تا جهنم را ببینم"                                              | ۴:۱۲ |
| ۱۴. | "درون آتش"                                                                    | ۵:۱۵ |
| ۱۵. | ۱۵                                                                            | ۴:۲۱ |

## قطعات هدیه موجود روی نسخهٔ استاندارد
"قشنگتر از یک صلیب شکسته" (نسخهٔ بدل) [موجود در نسخه های ایندیپندنت میوزیک استور] - ۲:۲۶
"آرما-گاددم-مادرفاکین-گدون" (تنظیم تِدی بِرز) [موجود در نسخه های بین‌المللی] - ۳:۳۰

### قطعات روی دیسک هدیهٔ نسخهٔ دیلاکس
| #  | عنوان                                       | زمان |
| ۱. | "آرما-گاددم-مادرفاکین-گدون" (تنظیم تدی برز) | ۳:۳۱ |
| ۲. | "برجاگذاشتن یک زخم" (نسخهٔ بدل)              | ۴:۰۲ |
| ۳. | "فرار به لبهٔ دنیا" (نسخهٔ بدل)               | ۶:۰۸ |
| ۴. | "عنکبوت بشری" (نسخهٔ بدل)                    | ۵:۲۸ |
| ۵. | "چهار اسب فرسوده" (نسخهٔ عنوانبندی ابتدائی)  | ۵:۰۲ |
| ۶. | "باید نگاه کنم تا جهنم را ببینم" (نسخهٔ بدل) | ۴:۰۷ |

## قطعات هدیه موجود روی نسخهٔ دیلاکس
"پانزده" (نسخهٔ بدل) [فقط برای فروشگاه آی‌تونز] - ۴:۱۷
"درون آنش" (نسخهٔ بدل) [موجود روی نسخه های ژاپنی، همچنین پیش فروش شده در فروشگاه آی‌تونز] - ۴:۳۴
"آرما-گاددم-مادرفاکین-گدون" (نسخهٔ بدل) - ۳:۳۹